# Тао-Русир
Тао-Русир (Блекистон, Курой, Куроиши, Куроиси) е голяма калдера, останала от древен вулкан, в южната част на остров Онекотан от Курилските острови, Сахалинска област на Русия.

## История
Базалто-андезитната калдера Тао-Русир е формирана през 5550 (± 75) година преди новата ера, в резултат от едно от най-силните изригвания на Курилските острови през холоцена. Периодът на създаване е установен с радиовъглероден анализ. Калдерата принадлежи на стар щитовиден вулкан, който продължава да излива лава и след последния ледников период. Преди около 7500 години става гигантско взривно изригване с ВЕИ=6, което „обезглавява“ вулкана и формира настоящата калдера. Съпроводен е от голямо количество пирокластични потоци, отлаганията от които заемат значителна част от източното крайбрежие на Онекотан и постепенно намаляват дебелината си от юг към север.
През 1846 и 1879 г. в калдерата се наблюдава солфатарна активност.

## Описание
Има вътрешен диаметър 7,5 км и диаметър при основата – 16 – 17 км. Стените на калдерата се издигат на височина между 540 и 920 метра. Запълнена е с най-дълбокото сладководно езеро в Сахалинска област – Калцовое (Пръстеновидно) езеро. Диаметърът му е 7 км, максималната му дълбочина е 264 м., а водната повърхност се намира на 400 м над морското равнище. Обикновено водата в него е спокойна, но при силен вятър вълните могат да достигнат 3 м. височина.
Външните склонове са полегати, с наклон от 7° на изток до 14° на запад. На юг и на запад се наблюдават следи от стар ледник във вид на кари и малки коритообразни понижения. Върхът на едно от тези понижения е „срязан“ от калдерата. По източните и северозападните склонове няма следи от ледници. В тези участъци се виждат многочислени застинали лавови потоци с добре съхранена структура на повърхността. На западното подножие един от тях образува нос Ангиби, преграждайки коритото на река Ангиби.

## Вулкан на Креницин
В северозападната част на езерото, високо над ръба на калдерата, се издига симетричният конус на Вулкана на Креницин и образува остров с диаметър при основата 4 км. Съставът му е главно андезитов и се издига на 1324 м над морското равнище.  На върха си завършва с кратер с диаметър 350 м и дълбочина 100 м., запълнен с вода. През ноември 1952 г., няколко дни след силно земетресение, вулканът изригва от централния кратер с ВЕИ=3. Три дни преди това в близост до калдерата се отбелязват смущения в магнитното поле. По-късно става и странично изригване на вулкана, при което се образува още един, голям кратер на североизточния му склон. Едновременно с това на източния бряг е формиран малък лавов купол.